# Arpella ventre-ratllada
L'arpella ventre-ratllada (Circus cinereus) és una espècie d'ocell de la família dels accipítrids (Accipitridae). Habita praderies i aiguamolls d'Amèrica del Sud, als Andes de Colòmbia, l'Equador, el Perú i Bolívia fins a Xile, i al Paraguai, Uruguai i sud del Brasil, cap al sud, al sud de l'Argentina fins Terra del Foc i a les illes Malvines. El seu estat de conservació es considera de risc mínim.